# Mercadonegro
Pour les articles homonymes, voir Mercado Negro.
Mercadonegro est un groupe de salsa qui a accompagné les plus grandes stars du genre, et sorti 6 albums depuis 2002 (plus 2 best-of).
Mercadonegro est un groupe de salsa aujourd'hui très populaire notamment pour leurs concerts prestigieux donnés partout en Europe, et dans différents festivals.
Trois musiciens sont à l'origine du groupe : l'auteur-compositeur-interprète cubain Jose Armando Miranda, le pianiste péruvien Cesar Correa et le grand percussionniste et "timbalero" colombien Rodrigo Rodriguez (chanteur également).
Ces trois musiciens ont ensuite sélectionné les meilleurs musiciens latino-américains professionnels vivant en Europe pour former un groupe de douze à quatorze musiciens et accompagner les plus grandes stars de la salsa comme Cheo Feliciano, le violoniste Alfredo de la Fé, le chanteur José Alberto "El Canario", Tito Nieves, la chanteuse La India, le célèbre tromboniste Jimmy Bosch, Richie Ray, Frankie Morales ou encore la Reine de la Salsa la chanteuse Celia Cruz sur 2 de ses tournées.
En 2002, ils travaillent aux studios de Bibomusic et produisent leur premier CD « Báilalo !», avec des titres comme "Mercadonegro Llegó", "Salsa Pa'l Bailador", "Eso Me Duele" et "Regresaré" qui ont su séduire le public salsa.
Après ce premier succès Mercadonegro sort en 2005 un deuxième album, "Salsa pa’l mundo entero", dont des morceaux comme "La Bendicion" ou" La Guarachera de Cuba", un hommage à la légendaire Celia Cruz, les amènent au sommet des charts salsa.
Durant ces deux dernières années, Mercadonegro a participé aux plus importants festivals de musique latine, jazz et world, avec souvent une couverture TV en live dans toutes les régions européennes et méditerranéennes. Mercadonegro a placé plusieurs hits dans les tops de plusieurs charts mondiaux tropicaux.
Mercadonegro joue enfin avec le New York Salsa all Stars, qui se compose également de Giovanni Hidalgo, Jimmy Bosch, José Alberto “El Canario” , Dave Valentin et Frankie Morales.

## Description

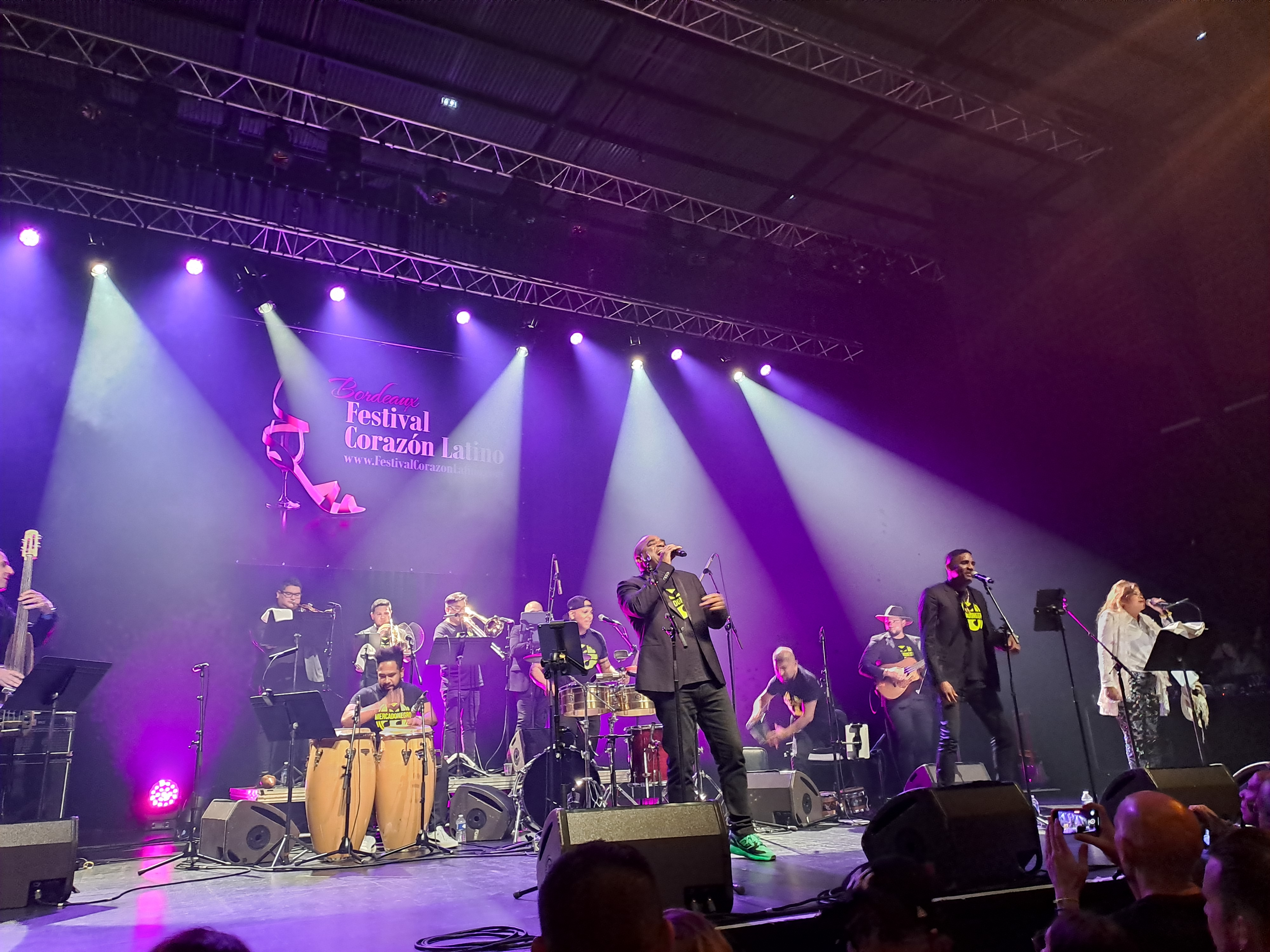
Mercadonegro au Festival Corazon Latino 2023

Le projet Mercadonegro fut créé à la suite de la rencontre et de la profonde amitié de trois musiciens latino-américains émigrés en Europe avec le producteur de Bibomusic.
Les quatre amis connaissaient les difficultés et sentiments des émigrés et cultivaient leur culture latino-américaine; leurs racines musicales étaient en Amérique latine. Ils décidèrent alors de répandre la musique des latinos dans le monde entier. Ils y rajoutèrent de nouveaux sons et rythmes et intégrèrent dans leur musique leur propre style et les expériences qu'ils avaient faites loin de leur pays.
Ainsi fut fondé le groupe Mercadonegro. Ce nom (qui signifie "marché noir" en espagnol) doit rappeler les racines et l'héritage de la musique afro-américaine et décrire aussi les conditions de démarrage difficiles de ce nouvel orchestre : un groupe de jeunes musiciens presque inconnus qui désire se faire connaître et apprécier dans le monde entier; qui commence à un endroit où l'on ne s'attend pas à de la musique latino-américaine, et en plus sous le label jeune et indépendant Bibomusic.
Les fondateurs musicaux du groupe Mercadonegro sont : 
- Cuba : Armando Miranda né en 1974 à La Havane, dans le quartier Buenavista rendu populaire grâce à Buena Vista Social Club, qui a étudié au conservatoire de musique Felix Varela à La Havane et a joué avec Manguaré, Niurka Espinola, Ire Arche.
- Colombie: Rodrigo Rodrìguez né en 1974 à Carthagène des Indes, Colombie. Chanteur et percussionniste du Ballet national de Colombie et de Joseito Martinez des Latin Brothers.
- Pérou : Cesar Correa né en 1975 à Trujillo, Pérou. Il a reçu une formation classique de piano au Conservatoire Carlos Valderrama de Trujillo, au conservatoire de Fribourg et à l'école de jazz de Berne en Suisse.

Depuis d'autres artistes se sont rajoutés à la formation:
talent : le bassiste brésilien Eduardo Dudu Penz, le percussionniste argentin Alejandro Paneta,
le guitariste cubain Carlos Irarragorri
- Brésil  Eduardo Dudu Penz : basse
- Walter Rebata : bongos
- Cuba Carlos Irarragorri : tres / chant
- Leonardo Govin : trombone / chant
- Argentine Alejandro Panetta congas
- Amik Guerra (it) trompette

## New York Salsa All Stars
Musiciens invités :
- Alfredo de la Fé (violoniste, ex-directeur d’orchestre de Celia Cruz, Fania All Stars, Tito Puente et de Carlos Santana. Fondateur dans les années 1970 de la Tipica 73)
- Frankie Morales (Chanteur, LA voix du célèbre « Oye Como Va » avec Tito Puente)
- Jimmy Bosch (Le trombone de la Fania All Stars).
- Giovanni Hidalgo (conguero, a joué avec Dizzy Gillespie, Tito Puente, Eddie Palmieri, Art Blakey)
- Jimmy Delgado (Le Timbalero de l'Orchestra Cimarron, Tipica 73, Pupi, Ray Barretto's Big Band , Willie Colon, Fania All Stars...)
- Richie Flores (sans nul doute le meilleur conguero/percussionniste au monde)
- José Alberto "El Canario" (Chanteur, soliste aux côtés de Celia Cruz, Oscar D’Leon, Tito Puente...)
- Nicky Marrero (Timbalero de la Fania All Stars et Tipica 73)
- Jesús Alemañy (Trompettiste - directeur d’orchestre de Cubanismo)
- Ismael Miranda (Chanteur de la Fania All Stars, on lui doit des tubes comme "Lupe, Lupe" ou "Señor Sereno")
- Adalberto Santiago (Chanteur, Ray Barretto, Papo Lucca...)
- Camilo Azuquita (Chanteur, La voix panaméenne de Celia Cruz, Tito Puente, Ruben Blades, la Fania All Stars)
- Nelson Gonzales (Guitariste, Fania All Stars, Tipica 73, Carlos "Patato" Valdés)
- Alain Perez (Bassiste, chef d'orchestre d'Issac Delgado.)

## Discographie

### Albums

#### Bande originale de film
- Bande originale du film italien The Latin Dream (it) : La Salsa De Ayer et Pegaito (de l'album La salsa es mi vida) (2017)

### Singles
- Mercadonegro y DJ El Malo: "La Palomilla" (reprise de Joe Cuba avec Cheo Feliciano au chant)
- Salsa Pa'l Bailador (2015)
- Homenaje a la Musica Cubana (feat. Alexander Abreu) (2017) : medley qui inclut notamment : Sombrero de Yarey (de Candido Fabré), Orishas (d'Adalberto Alvarez), Esto Te Pone La Cabeza Mala (de Los Van Van) et Mi Salsa Tiene Sandunga (d'Elio Reve)
- La salsa es mi vida (2017)
- Pa' los Rumberos (2017)
- Triste y Solo (2018)
- Enamorado ft. Issac Delgado (2024)

### Participations
- Les 3 membres fondateurs de Mercadonegro, Armando Miranda, Rodrigo Rodrìguez et Cesar Correa ont participé à l'enregistrement de l'album Latidudes d'Alfredo de la Fé.
- Rodri-Go! - Regresaré (Salsa) [feat. Mercadonegro]
- Ilia Chkolnik feat. Mercadonegro – Salsa Tu Eres Mi Religión (2020)
- Ilia Chkolnik feat. Mercadonegro – Bailarina Clasica (2021)
- Ilia Chkolnik feat. Mercadonegro – Feliz Año Nuevo (2023)

### Discographies solo

#### Armando Miranda
- Armando Miranda y su SonoraHabana - El Guararey De Pastora (2017)

#### Rodri-Go!
- Dame un Beso (2012)
- Zin Zin ft.  Francisco Bayon & Marcela Ocampo (2015)

### Compilations
- The Rough Guide to Salsa Dance: Second Edition (2005) : Mercadonegro Llegó
- Salsational - Latin Festival Volume 1 (2003) Sony : Mercadonegro Llegò
- Latin Aventura : vol 1 (2006 : top 8 de ventes d'albums en Suisse) : La Guarachera De Cuba[4]; vol 2 (2006: top 16 de ventes d'albums en Suisse) : Llego La Hora [5]; vol 3 (2007) : Por una noche contigo [6]; "Gold" (2011) : Tu me gustas ;
- Salsa.It Compilation : Vol. 2 : La Guarachera De Cuba; vol. 12 (2016) : Pa' los rumberos.

## Dans les Médias
- Nomade, à Fribourg, rencontre le pianiste Cesar Correa, émission de la Radio télévision suisse (RTS).

- Interview de Cesar Correa pour le journal péruvien La República

## Récompenses
- Latin UK Music Awards (The "LUKAS") : Finalistes pour la meilleure performance en Europe de musique tropicale en 2017 [7]